# 曲仲湘
曲仲湘（1905年5月—1990年9月），又名曲桂龄、曲仲香，男，河南唐河人，中国植物生态学家，环境科学先驱，曾任第三、四、五、六届全国政协委员，云南省政协副主席。